# 大似海
大似海是一个位于中国黑龙江省绥化市的湖泊，面积约为1.96平方千米，属于东北平原。它的一级流域为黑龙江流域，二级流域为松花江水系。